# 陷空島五鼠
陷空島五鼠、簡稱五鼠，又稱五義，是小說《三俠五義》和《包青天》裡的五位俠客的總稱。

## 簡介
五鼠依輩分排行分別是「鑽天鼠」盧方、「徹地鼠」韓彰、「穿山鼠」徐慶、「翻江鼠」蔣平以及「錦毛鼠」白玉堂。他們在中國一座名為陷空島的虛構島嶼上結義並定居。並由於傳統「貓抓老鼠」的觀念、不滿展昭的「御貓」稱號而與其敵對，後來五人與展昭一同為包拯效力。五鼠最初在明朝書籍《包公案·五鼠鬧東京》中是五隻鼠妖，在《三俠五義》則變成了人的稱號。:45 

## 流行文化
臺灣於1974年播放的包青天電視劇，由蔣光超演唱的主題曲中有敘述五鼠特色的歌詞。該曲在1993年的包青天電視劇中，由胡瓜演唱。

## 外部連結
- 《「五鼠鬧東京」故事研究》 （页面存档备份，存于）（繁體中文）
- 《三俠五義》人物形象研究（繁體中文）